# 成追線
成追線是指縱貫線從成功至追分間，由臺灣鐵路公司（原臺灣鐵路管理局，略稱台鐵或臺鐵局）經營的傳統鐵路幹線。其主要功能是山線與海線之間的聯絡線。成追線雙軌化工程已於2019年3月30日夜間進行軌道切換作業，並於翌日啟用東正線，西正線於2020年1月3日啟用。

## 路線資料
- 經營管轄：臺灣鐵路公司
- 路線距離：成功＝追分間 2.2 公里[3]
- 軌距：1,067 毫米
- 車站數：2（含起訖車站；2021年5月）

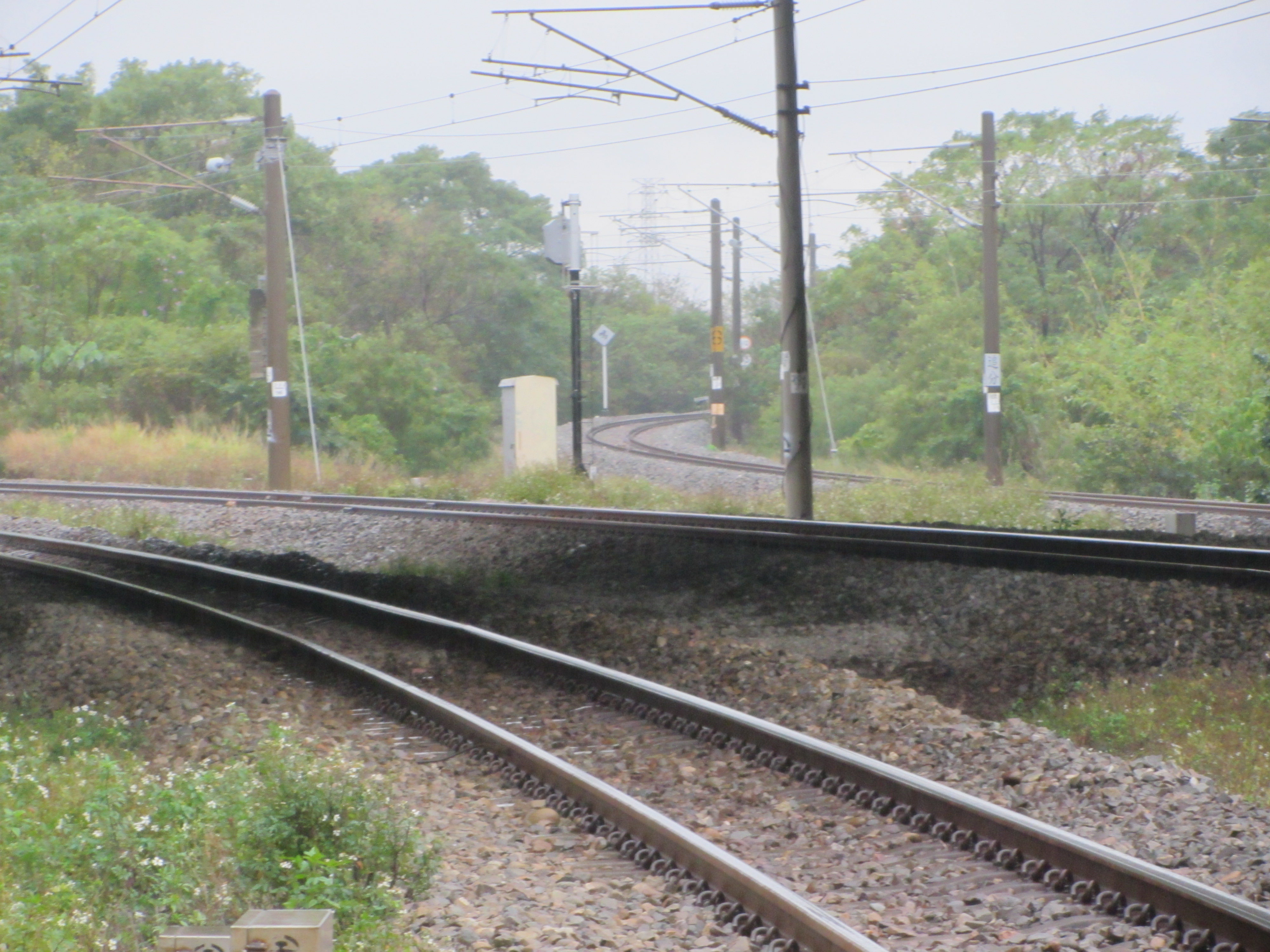
左側雙線鐵路為臺灣鐵路管理局臺中線，（2013年時）右側單線鐵路為成追線。攝於成功車站南方

- 開業時間：1920年12月25日開通（單線鐵路）
- 電化區間：全線（交流25KV），1978年6月7日通電啟用[4]
- 改線：因大肚溪橋重建，1987年9月12日切換至北側新線[5][6]
- 2020年1月3日：成追線雙軌化工程完工啟用[2]

## 概要

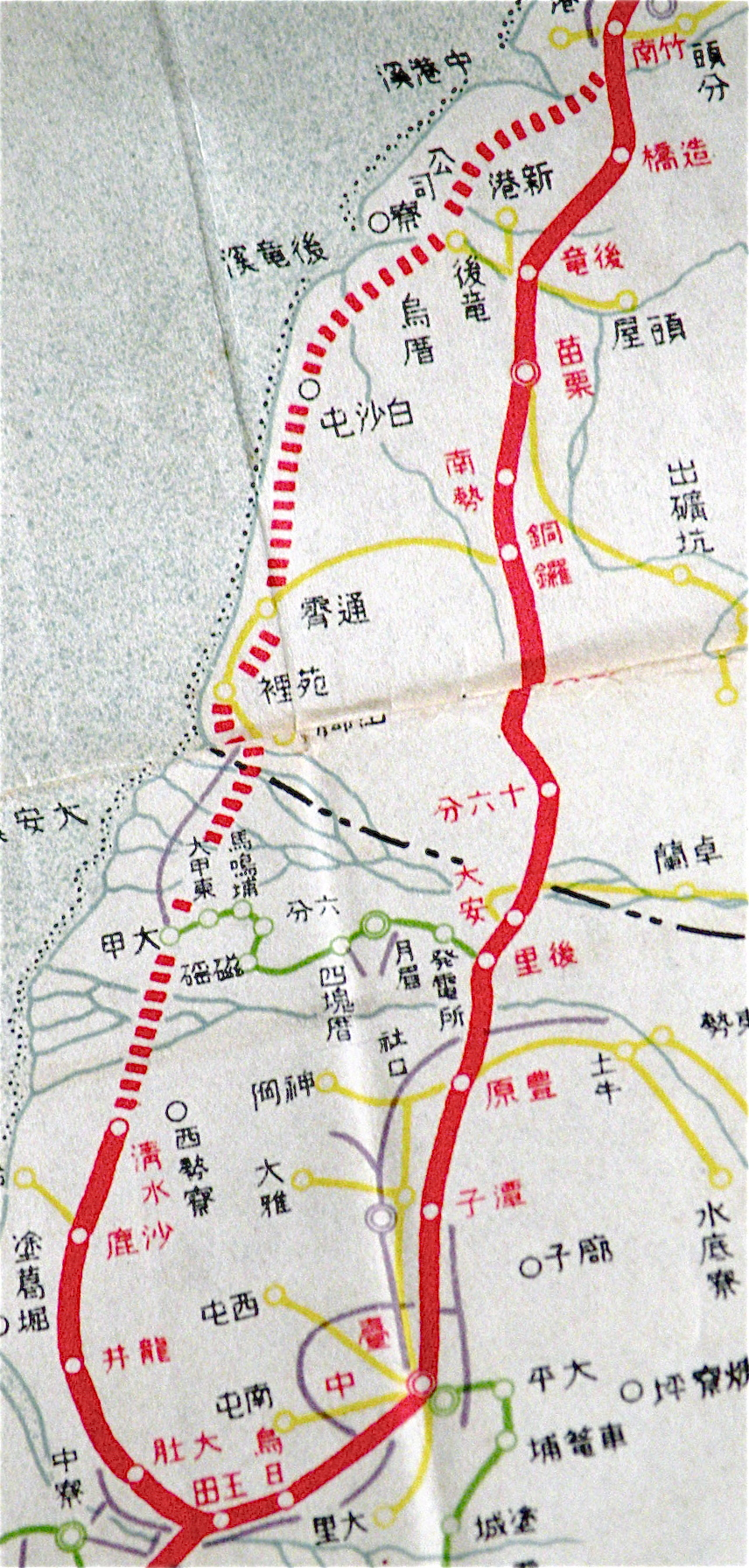
1920年路線圖，當時海線已由王田通車至清水，但王田=大肚間尚未新設追分驛

本線的興築，與海線鐵路有密切關係。1917年發生滯貨事件，令臺灣總督府鐵道部決定興築海線。1920年12月25日，自王田驛（今成功車站西側100公尺）到清水的海線第一階段通車，當時稱為「王田支線」。之後海線第二階段路線於1922年10月11日通車至竹南，同日於第一階段通車路段新設追分驛（今追分車站），由追分分岐延伸鐵路至彰化。海線通車後取代原先經台中的路線成為縱貫線，而王田＝追分間的路段，則納入臺中線。
海線完工之初，大部分快車即改走海線，但為了因應臺中站客運需求，部分快車會利用海線與本路段行駛到臺中，此種模式稱為「循迴追分」；後來為了運轉調度上方便，漸漸改由在彰化聯掛或解聯部分車廂，再開行臺中彰化間連絡列車，因此本路段的使用率大減。隨著臺鐵新增EMU500型通勤用電車，以及日益增加的山海線間通勤需求，開始開行經此線往來山海線之區間車。開行之際，因電腦售票程式不及更新，當時臺中車站特別申請名片式車票應急。
由於此線與山海線形成三角線，因此偶爾有需要轉向的車輛，會運用此線完成轉向工作。
本線兩端站名「追分成功」，具備祝福考生高分上榜的吉祥意義，常有升學考試的應試生在考前購買成功、追分兩站發售的名片式車票以求順利；又「分」字的聲符「ㄈ」唸成「ㄏ」（台灣國語），則近似「婚」字，故亦常被情侶們當成求婚的護身符。這些原因使得「追分成功」的名片式車票成為熱賣商品。

### 運行形態
- 主要行駛區間車。每日有數班行駛於山線與海線之間的成追線直通列車。
- 營運模式以通霄-豐原為主。
- 本線過往在1987年之前有對號列車行經，皆從臺中經海線往返北部，之後有一段時間，本線沒有行經任何旅客列車。
- 若從山線經過本線直接前往海線（或由海線轉山線），將使整組列車轉向，從南下變成北上（反之亦然），會使得列車編組標示的車廂順序與車站月臺所標示的相反，造成旅客困擾。故沒有安排對號列車經駛成追線，僅在遇有災害或事故造成山線路線中斷，而仍欲使原經山線對號列車進出臺中站，才會臨時繞經本線。
- 近年來因應捷運化需要，臺中市山線與海線地區彼此也有往返之交通需求，甚至延伸至苗栗縣，開始恢復旅客列車行經本線，可讓山線與海線直通行駛，相對於在彰化車站轉乘，往返山線各站與海線各站間的乘車路程縮減11.8公里，並省下約10分鐘的乘車時間與在彰化車站的轉乘等待時間。

### 使用車輛
- 區間車
  - 彰化機務段
    - EMU500型電聯車
    - EMU800型電聯車

## 車站一覽
（註：車站等級：分為特等、一等、二等、三等、甲簡、乙簡、丙簡、簡易、招呼、號誌）
| 車站名稱          | 車站名稱  | 編號 | 營業里程 （成功起） | 等級 | 續接／交會路線              | 備註             | 所在地 | 所在地 |
| 中文 （國音電碼） | 英譯      | 編號 | 營業里程 （成功起） | 等級 | 續接／交會路線              | 備註             | 所在地 | 所在地 |
| ----------------- | --------- | ---- | ------------------- | ---- | --------------------------- | ---------------- | ------ | ------ |
| 成功（ㄔㄥㄍ）    | Chenggong | 148  | 0.0                 | 三等 | →臺中線（山線）（順行方向） | 客、貨運兩用車站 | 臺中市 | 烏日區 |
| 追分（ㄓㄟ）      | Zhuifen   | 134  | 2.2                 | 三等 | →海岸線（海線）（順行方向） | 木造車站         | 臺中市 | 大肚區 |

## 外部連結
- 交通部鐵道局 （页面存档备份，存于）
- 交通部臺灣鐵路管理局 （页面存档备份，存于）